# 虛宿增三
虛宿增三，即小馬座ζ，小馬座3，又名BD+04 4606，HD 200644、SAO 126518、HR 8066，是小馬座的一颗恒星，视星等为5.61，位于銀經54.83，銀緯-26.26，其B1900.0坐标为赤經20h 59m 35.8s，赤緯+5° -26.26′ 20″。